# Heresies Collective
Le Heresies Collective a été fondé en 1976 à New York, par un groupe d'artistes féministes et activistes politiques, qui entendait, entre autres, envisager l'art dans une perspective politique et féministe. En plus d'une variété d'actions et de productions culturelles, le collectif était responsable de la publication du magazine Heresies: A feminist publication on art and politics, publié de 1977 à 1993.

## Contexte
Le Heresies Collective est fondé en 1976 par un groupe d'artistes féministes dans le but d’accroître le discours autour des féminismes, du politique et de leur relation à l'art. Sa principale production est la publication régulière de la publication Heresies: A feminist publication on art and politics. À travers la publication de ce journal, le but était d'encourager l'écriture d'une histoire féministe et de générer de nouvelles énergies créatives parmi les artistes femmes, en élargissant la définition de l'art et en articulant à la notion de diversité. En plus de cet objectif féministe, le collectif entendait stimuler le dialogue entre la théorie politique radicale et la théorie esthétique, et rejeter le contexte capitaliste du monde de l'art en interrogeant les processus par lesquels l'art est créé, critiqué et consommé.

### Membres
Les membres fondateurs du collectif mentionnées dans la première publication étaient : Patsy Beckert, Joan Braderman, Mary Beth Edelson, Harmony Hammond, Elizabeth Hess, Joyce Kozloff, Arlene Ladden (d), Lucy Lippard, Mary Miss, Marty Pottenger, Miriam Schapiro, Joan Snyder, Elke Solomon, Pat Steir, May Stevens, Susana Torre, Elizabeth Weatherford, Sally Webster (en) et Nina Yankowitz (en).
De nombreuses autres artistes féministes ont contribué à la publication dans les années suivantes, et ont participé au collectif. Le film The Heretics, réalisé par la membre du collectif Joan Braderman, mentionne les personnes suivantes comme membres de l'Heresies Collective : Joan Snyder, Pat Steir, Michelle Stuart, Emma Amos, Patsy Beckert, Janet Froelich, Su Friedrich, Ida Applebroog, Sue Heinemann, Sabra Moore, Miriam Schapiro, Cecilia Vicuna, Nina Yankowitz, and Amy Sillman.

## Actions collectives
Bien que la publication du journal soit l'activité principale du collectif, les membres du groupe étaient aussi impliquées dans d'autres mouvements politiques et artistiques à New York. Le collectif a été invité dans l'exposition du New Museum de 1983, intitulée Classified: Big Pages from the Heresies Collective. L'exposition présentaient des œuvres des membres du collectif.
En 1984, le collectif a organisé une manifestation devant le Museum of Modern Art intitulé le Women Artists Visibility Event (W.A.V.E.), ou Let MOMA Know, dans le but d'attirer l'attention sur la faible représentation des femmes artistes au sein du musée.
Le Heresies Collective a aussi été le sujet d'un film documentaire, intitulé The Heretics. Le film a été conçu et réalisé par la membre du collectif Joan Braderman.